# RAB39B
RAB39B (англ. RAB39B, member RAS oncogene family) – білок, який кодується однойменним геном, розташованим у людей на X-хромосомі. Довжина поліпептидного ланцюга білка становить 213 амінокислот, а молекулярна маса — 24 622.
| 10         |  | 20         |  | 30         |  | 40         |  | 50         |
| ---------- |  | ---------- |  | ---------- |  | ---------- |  | ---------- |
| MEAIWLYQFR |  | LIVIGDSTVG |  | KSCLIRRFTE |  | GRFAQVSDPT |  | VGVDFFSRLV |
| EIEPGKRIKL |  | QIWDTAGQER |  | FRSITRAYYR |  | NSVGGLLLFD |  | ITNRRSFQNV |
| HEWLEETKVH |  | VQPYQIVFVL |  | VGHKCDLDTQ |  | RQVTRHEAEK |  | LAAAYGMKYI |
| ETSARDAINV |  | EKAFTDLTRD |  | IYELVKRGEI |  | TIQEGWEGVK |  | SGFVPNVVHS |
| SEEVVKSERR |  | CLC        |  |            |  |            |  |            |

A: Аланін

C: Цистеїн

D: Аспарагінова кислота

E: Глутамінова кислота

F: Фенілаланін

G: Гліцин

H: Гістидин

I: Ізолейцин

K: Лізин

L: Лейцин

M: Метіонін

N: Аспарагін

P: Пролін

Q: Глутамін

R: Аргінін

S: Серин

T: Треонін

V: Валін

W: Триптофан

Кодований геном білок за функцією належить до фосфопротеїнів. 
Задіяний у таких біологічних процесах, як транспорт, транспорт білків, автофагія. 
Білок має сайт для зв'язування з нуклеотидами, ГТФ. 
Локалізований у клітинній мембрані, мембрані, цитоплазматичних везикулах, апараті гольджі.